# Wladislaw Georgijewitsch Kamilow
Wladislaw Georgijewitsch Kamilow (russisch Владислав Георгиевич Камилов; * 29. August 1995 in Kalmanka) ist ein russischer Fußballspieler.

## Karriere
Kamilow begann seine Karriere in der Akademija Konoplew. Zur Saison 2012/13 wechselte er zum Drittligisten Dynamo Barnaul, für den er insgesamt sechsmal in der Perwenstwo PFL spielte. Zur Saison 2013/14 schloss er sich der U-19 des FK Rostow an. Nach einem Jahr kehrte er wieder nach Barnaul zurück. In der Saison 2014/15 kam er nicht zum Einsatz, in der Saison 2015/16 kam er bis zur Winterpause zu 16 Drittligaeinsätzen. Im Februar 2016 wurde er an das ebenfalls drittklassige Nosta Nowotroizk verliehen. Für Nosta spielte er bis Saisonende achtmal in der PFL. Zur Saison 2016/17 wurde er von Nowotroizk fest verpflichtet. Bis zur Winterpause jener Spielzeit kam er zu weiteren 14 Drittligaeinsätzen.
Im Februar 2017 wechselte er zum Zweitligisten Wolgar Astrachan. In Astrachan debütierte er im März 2017 gegen den FK Neftechimik Nischnekamsk in der Perwenstwo FNL. Bis Saisonende absolvierte er zehn Zweitligapartien für Wolgar. Zur Saison 2017/18 schloss sich Kamilow dem Ligakonkurrenten Schinnik Jaroslawl an. In der Saison 2017/18 kam er zu 32 Einsätzen, in der Saison 2018/19 absolvierte er 30 Zweitligapartien und machte sechs Tore. Zur Saison 2019/20 zog der Mittelfeldspieler weiter innerhalb der Liga zum FK SKA-Chabarowsk. Für Chabarowsk absolvierte er bis zum COVID-bedingten Saisonabbruch 27 Zweitligaspiele.
Nach weiteren acht Einsätzen zu Beginn der Saison 2020/21 wechselte Kamilow im September 2020 zum Erstligisten FK Ufa. Dort gab er im selben Monat gegen Zenit St. Petersburg sein Debüt in der Premjer-Liga. Bis zum Ende der Spielzeit absolvierte er 18 Partien in der höchsten Spielklasse, in denen er viermal traf. In der Saison 2021/22 absolvierte er 26 Partien in der Premjer-Liga, aus der er mit Ufa zu Saisonende allerdings abstieg.
Für Ufa absolvierte er dann zu Beginn der Saison 2022/23 acht Zweitligapartien, ehe er im September 2022 zum Erstligisten Achmat Grosny wechselte.